# 三门河 (古宜河)
三门河，位于中国广西壮族自治区北部，是古宜河（寻江）左岸支流，发源于临桂县黄沙瑶族乡黄沙村宽人槽东北1千米，西南流过朝塘村后转北流，进入龙胜各族自治县境，经三门镇，至瓢里镇交洲村汇入古宜河。河长91千米，平均比降5.36‰，流域面积570平方千米。20世纪70年代以来，由于滑石矿开发和景光石开采，使大量泥沙和矿渣流入河中，常年河水浑浊，部分河段淤积严重。